# Australiformis semoni
Espèce
Synonymes
- Echinorhynchus semoni von Linstow, 1898 - protonyme[1]
- Moniliformis semoni (von Linstow, 1898)[1]

Australiformis semoni est une espèce d'acanthocéphales de la famille des Moniliformidae. C'est un parasite digestif de marsupiaux d'Australie.

## Description
Dans sa description, l'auteur indique que Australiformis semoni mesure 110 mm de longueur pour 2 mm de largeur.

## Étymologie
Son nom spécifique, semoni, rend hommage à Richard Wolfgang Semon (1859-1918), zoologiste allemand partisan de la biologie de l'évolution, qui a découvert le spécimen analysé. 

## Publication originale
- Otto Friedrich Bernhard von Linstow, « Nemathelminthen von Herrn Richard Semon in Australien gesammelt », Zoologische Forschungsreisen in Australien und dem Malayischen Archipel, vol. 5, no 4,‎ 1898, p. 467-472 (lire en ligne).